# Республиканцы Рокфеллера

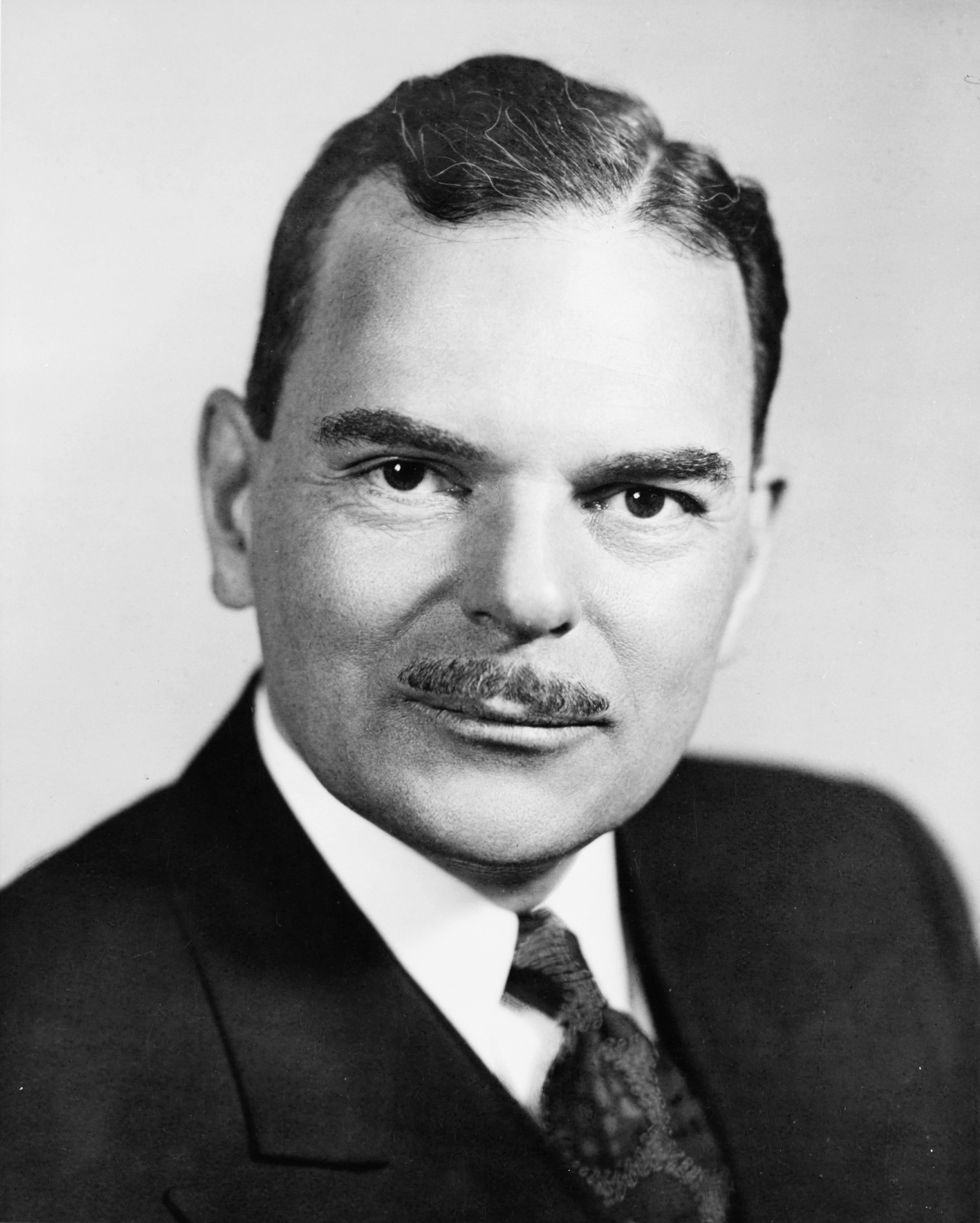
Томас Эдмунд Дьюи, глава либеральной фракции Республиканской партии в 1940-х—1950-х годах.

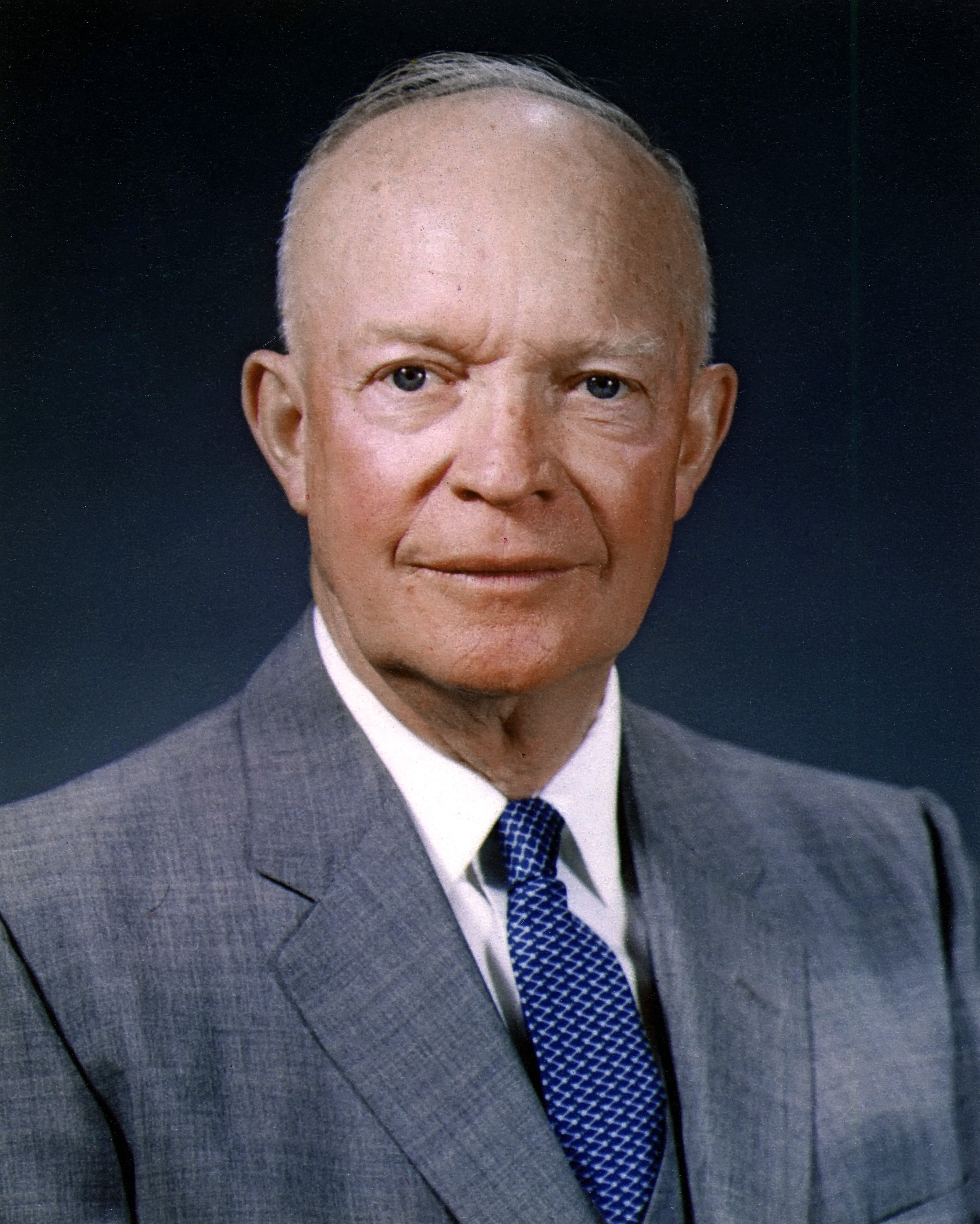
Дуайт Эйзенхауэр, единственный либеральный республиканец, избранный президентом США.

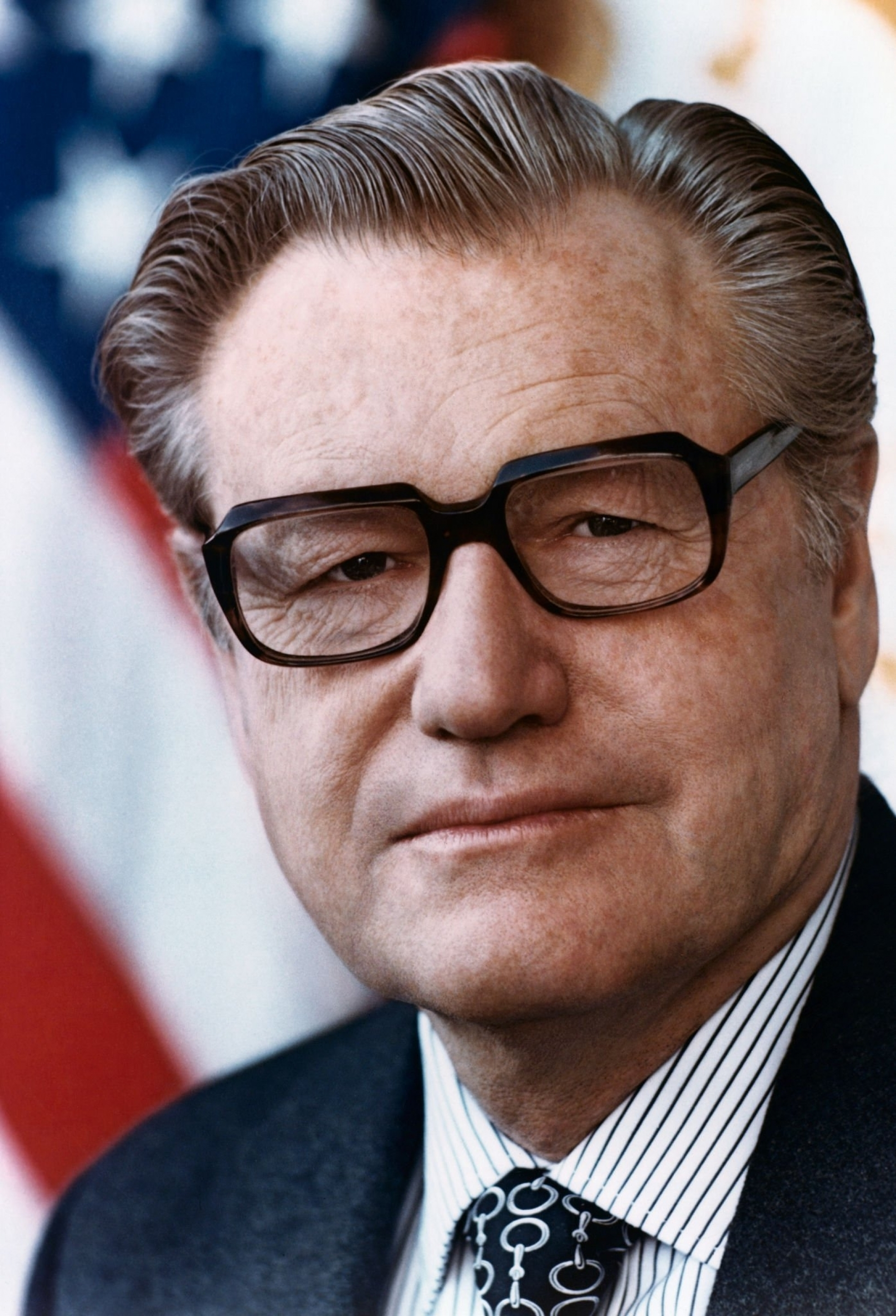
Нельсон Рокфеллер, лидер либеральных республиканцев, названных в его честь.

Республиканцы Рокфеллера (рокфеллеровские республиканцы) — неофициальное название либерального крыла Республиканской партии в 1930—1970-х годах, участники которого придерживались взглядов по внутренним вопросам от умеренных до либеральных, подобных взглядам Нельсона Рокфеллера, губернатора Нью-Йорка (1959—1973) и вице-президента США (1974—1977). Республиканцы Рокфеллера были наиболее распространены на Северо-Востоке и в промышленных штатах Среднего Запада, в то время как на Юге и Западе они были редкостью.
Джеффри Кабасервис считал, что республиканцы Рокфеллера были частью отдельной политической идеологии, совпадающей по некоторым вопросам и политике с либералами, по другим — с консерваторами, а по многим — ни с теми, ни с другими. Люк Филлипс считает, что республиканцы Рокфеллера представляют собой продолжение традиция американских вигов.
Республиканизм Рокфеллера был описан как последняя фаза «восточного истеблишмента» Республиканской партии, которую первоначально возглавлял губернатор Нью-Йорка Томас Э. Дьюи. Роль «восточного истеблишмента» в Республиканской партии подверглась резкой критике во время праймериз 1964 года в ходе борьбы между Рокфеллером и Барри Голдуотером. Незадолго до праймериз в Калифорнии политический консультант Стюарт Спенсер призвал Рокфеллера «призвать эту легендарную связь денег, влияния и снисходительности, известную как Восточный истеблишмент». Рокфеллер ответил: «Вы смотрите на это, приятель, я всё, что осталось».
Американский историк Майкл Линд утверждает, что господство более консервативного фузионистского крыла Республиканской партии, начавшееся в 1960-х годах с Голдуотера и приведшее к избранию Рейгана в 1980 году, предотвратило установление в Соединённых Штатах дизраэлевского консерватизма одной нации. Фраза «республиканец Рокфеллера» использовалась консерваторами в уничижительном смысле, чтобы высмеивать тех сопартийцев, взгляды которых они считались слишком либеральными, особенно по основным социальным вопросам. Этот термин был принят во многом из-за активной поддержки Нельсоном Рокфеллером гражданских прав и политики «щедрых расходов». Историк Джастин П. Коффи заявил, что либерализм Рокфеллера — это миф, а бывший вице-президент Спиро Агнью указал, что реальность была совершенно другой, заявив: «Многие люди считали Рокфеллера очень либеральным и очень голубиным во внешней политике. но он таким не был. Он был жёстче, чем Никсон, и гораздо более ястребино относился к миссии Америки в мире».
На национальном уровне последним значительным кандидатом в президенты от либерального крыла партии был конгрессмен Джон Б. Андерсон, баллотировавшийся как независимый кандидат в 1980 году и набравший 6,6 % голосов избирателей. На местном уровне, особенно на северо-востоке, либеральные республиканцы продолжали побеждать на выборах, включая Билла Уэлда и Чарли Бейкера из Массачусетса, Фила Скотта из Вермонта и Ларри Хогана из Мэриленда.

## Политические позиции
Во внутренней политике, особенно экономической, республиканцы Рокфеллера, как правило, располагались в центре или правее центра, при этом категорически расходясь с позициями консерваторов, таких как Барри Голдуотер, и их экономической политикой невмешательства. Зато социальная политика республиканцев Рокфеллера часто была либеральной в культурном отношении. Обычно они выступали за систему социальной защиты и продолжение программ «Нового курса», но стремились проводить эти программы более эффективно, чем демократы. Республиканцы Рокфеллера отвергали социализм и государственную собственность, будучи решительными сторонниками крупного бизнеса и Уолл-стрит, хотя и поддерживали некоторое регулирование экономики; вместо усиления регулирования бизнеса они выступали за развитие взаимовыгодных отношений между общественными интересами и частным предпринимательством, проводя сравнения и сходства с французским дирижизмом или японским государством развития. Они поддерживали государственные и частные инвестиции в защиту окружающей среды, здравоохранение и высшее образование как необходимые для улучшения общества и экономического роста в традициях Рокфеллера. Они были решительными сторонниками государственных колледжей, профессиональных училищ и университетов с низкой платой за обучение и большими бюджетами на исследования, а также выступали за инвестиции в инфраструктуру, например, в проекты строительства автомагистралей.
Отражая традицию Нельсона Рокфеллера технократического решения проблем, большинство республиканцев Рокфеллера придерживались прагматичного и междисциплинарного подхода к решению проблем и управлению, выступая за широкий консенсус, а не за консолидацию поддержки. Также ими приветствовалось повышение общественной роли инженеров, врачей, учёных, экономистов и бизнесменов по сравнению с политиками в разработке политики и программ. Многие республиканцы Рокфеллера были крупными фигурами в бизнесе, например, Джордж У. Ромни и К. Дуглас Диллон. В фискальной политике они выступали за сбалансированность бюджетов и не возражали против повышения налогов для их достижения. Сенатор от Коннектикута Прескотт Буш однажды призвал Конгресс «увеличить необходимые доходы, одобрив любые уровни налогообложения, которые могут потребоваться».
Республиканцы Рокфеллера поддерживали профсоюзы. В свою очередь, профсоюзы, особенно строители, оценившие большие расходы на инфраструктуру, оказали им достаточную поддержку, чтобы преодолеть антипрофсоюзный сельский элемент в Республиканской партии. Ослабление профсоюзов, начавшееся после 1970-х годов, сыграла на руку более консервативным республиканцам, которые изначально не хотели сотрудничать с профсоюзами.
Во внешней политике республиканцы Рокфеллера склонялись к гамильтонианству, придерживаясь интернационалистской и реалистической политики, поддерживая Организация Объединённых Наций и продвигая интересы американского бизнеса за рубежом. Большинство хотели использовать американскую мощь в сотрудничестве с союзниками для борьбы с распространением коммунизма и помощи американскому бизнесу в расширении за границу.

## История
Томас Э. Дьюи, губернатор Нью-Йорка с 1943 по 1954 год и кандидат в президенты от республиканцев в 1944 и 1948 годах, был лидером умеренного крыла Республиканской партии в 1940-х и начале 1950-х годов, противостоя консервативным республиканцам Среднего Запада во главе с сенатором от Огайо Робертом А. Тафтом, известным как «мистер республиканец». С помощью Дьюи генерал Дуайт Д. Эйзенхауэр победил Тафта в борьбе за выдвижение в президенты в 1952 году и стал новым лидером умеренных. Эйзенхауэр придумал фразу «современный республиканизм», чтобы описать своё умеренное видение республиканизма. После Эйзенхауэра лидером умеренного крыла Республиканской партии стал губернатор Нью-Йорка Нельсон Рокфеллер, трижды пытавшийся выдвинуться в президенты от Республиканской партии, в 1960, 1964 и 1968 годах.
Среди других видных фигур в либеральном крыле Республиканской партии были сенатор от Коннектикута Прескотт Буш, губернатор Пенсильвании Рэймонд Ф. Шафер, сенатор от Пенсильвании Хью Скотт, сенатор от Иллинойса Чарльз Х. Перси, сенатор от Орегона Марк Хэтфилд, сенатор от штата Мэн Маргарет Чейз-Смит, сенатор от Нью-Йорка Джейкоб Джейвитс, губернатор Арканзаса Уинтроп Рокфеллер, младший брат Нельсона (который был отклонением от нормы на консервативном, преимущественно демократическом Юге), сенатор от Массачусетса Эдвард Брук, губернатор Род-Айленда и сенатор Джон Чейфи, губернатор Коннектикута и сенатор Лоуэлл Уайкер. Некоторые также включают в число либеральных республиканцев президента Ричарда Никсона. Хотя Никсон на праймериз 1968 года выступал против Рокфеллера справа и был широко отождествлен с культурными правыми того времени, он во время своего пребывания на посту президента проводил политику в духе Рокфеллера, например, создав Агентства по охране окружающей среды, поддержав расширение программ социального обеспечения, введя контроль над заработной платой и ценами, а в 1971 году и вовсе объявил себя кейнсианцем. После того, Рокфеллер, став в 1972 году вице-президентом, покинул национальную политическую сцену в 1976 году, эту фракцию чаще называли «умеренными республиканцами» или никсонианцами в отличие от консерваторов, сплотившихся вокруг Рональда Рейгана.
К либеральным республиканцам были близки «демократы синей собаки», то есть демократы, голосующих как республиканцы. По ряду вопросов республиканцы Рокфеллера и демократы синей собаки чаще соглашались друг с другом, чем с более радикальными членами своей собственной партии.
В 1980-е годы Барри Голдуотер, ведущий консерватор, частично присоединился к либеральному крылу Республиканской партии из-за своих либертарианских взглядов на аборты и права геев.
Многие влиятельные либеральные республиканцы с Северо-Востока США были белыми англосаксонскими протестантами, такими как конгрессмен от Мэриленда Чарльз Матиас. Либеральный сенатор-республиканец от штата Нью-Йорк Джейкоб Джейвитс, у которого рейтинг организации «Американцы за демократические действия» превышал 90 %, а рейтинг Американского консервативного союза — ниже 10 %, был евреем. Со временем республиканские партии на Северо-Востоке, как правило, стали выдвигать кандидатов-католиков, которые апеллировали к заботам среднего класса, нагруженным социальными ценностями, таких как Джордж Патаки, Руди Джулиани, Аль Д’Амато, Рик Лацио, Том Ридж, Крис Кристи и другие. другие, которые во многих случаях представляли разнообразие партии больше на основе религии и часто по многим вопросам были близки к своим протестантским консервативным коллегам.
В связи с уменьшением своего влияния в последние десятилетия XX века умеренные республиканцы были часто вытеснены из политики консервативными и умеренными демократами, например, из коалиций «Голубой собаки» или «Новых демократов». Майкл Линд утверждает, что к середине 1990-х годов либерализм президента Билла Клинтона и новых демократов был во многих отношениях правее Эйзенхауэра, Рокфеллера и Джона Линдси, республиканского мэра Нью-Йорка конца 1960-х годов. В 2009 году CNN опубликовала анализ, описывающий, как либеральные и умеренные республиканцы пришли в упадок к началу XXI века. В 2010 году Скотт Браун был избран в Сенат на место, которое много лет занимал сенатор-демократ Эдвард Кеннеди. Он считался умеренным республиканцем в том же духе, что и Сьюзан Коллинз и Олимпия Сноу из штата Мэн. Однако к середине второго десятилетия XXI века сенатор от штата Мэн Сьюзан Коллинз осталась единственным умеренно-либеральным республиканцем, представляющим Новую Англию на федеральном уровне.

### Движение чаепития
В 2010 году несколько умеренных республиканцев проиграли свои праймериз либертарианско-консервативного Движению чаепития. На Аляске сенатор Лиза Меркауски, влиятельный член сенатского Комитета по энергетике и природным ресурсам, проиграла первичные выборы Республиканской партии Джо Миллеру. Активисты Движения чаепития «помогли Миллеру изобразить сенатора слишком либеральным для штата». Впрочем, потерпев поражение на праймериз, Меркауски была переизбрана как вписанный кандидат, набрав 39,5 % голосов, хотя Миллер оспаривал результаты голосования в суде.
Майк Касл, бывший губернатор Делавэра, 18 лет представлявший этот штат в Палате представителей, проиграл выборы Кристин О’Доннелл, консультанту по связям с общественностью и маркетингу, которая обвинила своего соперника в излишнем либерализме. В статье The Washington Post утверждалось, что поражение Касла положило конец партийному наследию Нельсона Рокфеллера.
Сенатор Джон Маккейн победил на праймериз 2010 года, но его противник телеведущий Дж. Д. Хейворт, поддержанный Движением чаепития, обвинил его в недостаточной консервативности. Несколько лет спустя, в 2014 году, Республиканская партия Аризоны осудила Маккейна «за запись, которую они назвали слишком „либеральной“».
В северной части штата Нью-Йорк член Ассамблеи штата Деде Скоззафава, выдвинутая от Республиканской партии, во время своей предвыборной кампании выступила против консервативного крыла партии: «Национальные PACs недовольны поддержкой Скоззафавой федеральных стимулов, EFCA, однополых браков и права на аборт». На Скоззафава оказывали давление, чтобы она отказалась от участия в выборах, и когда она это сделала, официальным кандидатом партии стал бизнесмен Дуг Хоффман, поддерживаемый Движением чаепития.

### Возрождение на Северо-Востоке
По мнению Алана Сильверлейба, «Северо-восточные республиканцы от либералов до умеренных когда-то были такой же частью политического ландшафта, как и сегодняшние либералы из Массачусетса». Согласно National Review, «на уровне штатов, в последние годы в Новой Англии и на Северо-Востоке, кажется, снова поднимается своего рода республиканство Рокфеллера».
В 2014 году умеренные республиканцы были избраны губернаторами Мэриленда (Ларри Хоган) и Массачусетса (Чарли Бейкер). В 2016 году Нью-Гэмпшир (Крис Сунуну) и Вермонт (Фил Скотт) также избрали умеренных. Согласно анализу портала FiveThirtyEight и опросу компании Morning Consult, эти четыре политика неизменно входит в число самых популярных губернаторов страны. В 2018 году Бейкер был переизбран с перевесом 2:1, получив в два раза больше голосов, чем его соперник-демократ.
Чарли Бейкера описывают как социально-либерального и в то же время финансово ответственного губернатора, который выступает за право выбора и уже давно поддерживает однополые браки. Фил Скотт, избранный в 2016 году губернатором Вермонт и переизбранный в 2020, оба раза с более чем двукратным отрывом, описывая самого себя, заявил: «Я очень фискальный консерватор. Но, в отличие от большинства республиканцев на северо-востоке, я, вероятно, левее центра с социальной точки зрения … Я республиканец, выступающий за выбор». В 2017 году The Washington Post описала Ларри Хогана, губернатора Мэриленда, как «умеренного республиканца, который сосредоточен на рабочих местах и экономике».

## Современное использование
Термин «республиканец Рокфеллера» во многом перестал быть актуальным после смерти Нельсона Рокфеллера в 1979 году. The Atlantic назвала политику северо-восточных республиканцев похожей на «либеральный республиканизм в стиле Рокфеллера», хотя этот ярлык обычно не используется самими кандидатами. Термин «республиканцы Рокфеллера» иногда применялся к современным политикам, таким как Линкольн Чейфи, который был избран в Сенат как республиканец, стал губернатором Род-Айленда как независимый, а позже стал демократом и даже пытался выдвинуться от этой партии в президенты в 2016 году. Некоторые консервативные члены Республиканской партии используют этот термин в насмешливой манере, наряду с другими, такими как «республиканцы только по имени», «истеблишмент» или «республиканцы Асела», отсылка к Acela Express, высокоскоростному поезду, который курсирует по восточному побережью.
Кристина Тодд Уитман, бывший губернатор Нью-Джерси, назвала себя «республиканцем Рокфеллера» в речи о губернаторе Рокфеллере в Дартмутском колледже в 2008 году. Ллойд Бланкфейн, глава Goldman Sachs, который является зарегистрированным демократом, назвал себя «республиканцем Рокфеллера» в интервью CNBC в апреле 2012 года. Генералы в отставке Колин Пауэлл и Дэвид Петреус также называли себя «республиканцами Рокфеллера». Бывший сенатор от штата Мэн Олимпия Сноу и действующая сенатор от того же штата Сьюзан Коллинз являются двумя известными умеренными республиканцами с северо-востока. Бывший сенатор-республиканец от штата Массачусетс Скотт Браун, руководивший сенатской кампанией в Нью-Гэмпшире, также имел результаты голосования, описанные как более либеральные, чем у большинства республиканцев.
Сенатора Джона Маккейна во время его президентских кампаний 2000 и 2008 годов часто называли умеренным как оппоненты, так и комментаторы. Республиканские праймериз 2000 года Буш описал как «явную гонку между более умеренным или либеральным кандидатом и консервативным кандидатом в штате Южная Каролина». NPR освещало кампанию 2008 года, сообщало, что «некоторые консервативные республиканцы говорят, что результаты голосования Маккейна показывают, что он слишком умеренный кандидат от Республиканской партии». BBC сообщила, что эта репутация сформировалась «из-за его относительно умеренных взглядов на гражданские союзы, аборты и иммиграционную реформу». Однако Associated Press сообщило, что восприятие Маккейна избирателями как центриста не согласуется с результатами его голосований, которые «гораздо более консервативны, чем кажется избирателям». В 2004 и 2006 годах Маккейн был одним из немногих республиканцев, проголосовавших против запрета однополых браков на федеральном уровне, утверждая, что этот вопрос следует оставить на усмотрение штатов. При этом, он поддержал усилия по запрету однополых браков в Аризоне в 2006 году и Калифорнии в 2008 году. Организация FiveThirtyEight, которая отслеживает голосования в Конгрессе, на основе своего исследования обнаружила, что Маккейн менялся от более умеренного к более консервативному.
В 2012 году Республиканская партия выдвинула своим кандидатом на пост президента Митта Ромни, бывшего губернатора Массачусетса, который в 2002 году баллотируясь на пост губернатора, называл себя умеренным и прогрессивным. А ещё ранее, во время своей кампании в Сенат от Массачусетса в 1994 году Ромни дистанцировался от Рональда Рейгана, отметив, что был независимым во время президентства Рейгана. Однако во время кампании 2012 года Ромни называл себя «крайне консервативным» республиканцем. Один из основных противников Ромни в 2012 году, Ньют Гингрич, назвал его «республиканцем Рокфеллера», чтобы провести контраст между прежним самоописанием Ромни и его нынешним.
На Республиканском национальном съезде 1988 года Ларри Кинг из CNN спросил Дональда Трампа: «Вы можете быть классифицированы как восточный республиканец, республиканец Рокфеллера. Справедливо?», на что Трамп ответил: «Думаю, вы можете так сказать». Во время своей президентской кампании 2016 года Трамп одновременно описывался как современный «республиканец Рокфеллера» (некоторые консервативные авторы) и как наследник голдуотеровской оппозиции «республиканцам Рокфеллера».
В 2019 году Билл Уэлд, бывший губернатор Массачусетса, объявил, что рассмотрит возможность бросить вызов президенту Трампу. The New York Times описывала Уэлда во время его b губернаторской и президентской кампаний как умеренного республиканца. Уэлда даже сравнивали с Рокфеллером. Губернатор Уэлд описывался как финансово консервативный и социально-либеральный. Выдвинув свою кандидатуру, Уэлд назвал себя «самым ярым сторонником права на аборт», баллотирующимся на пост президента.

## Известные деятели
| Президент - Дуайт Эйзенхауэр Вице-президент - Нельсон Рокфеллер Губернаторы - Томас Дьюи - Томас Кин - Билл Уэлд - Уинтроп Рокфеллер - Майк Касл - Чарли Бейкер - Ларри Хоган - Фил Скотт - Крис Сунуну - Кристина Тодд Уитман | Сенаторы - Эдвард Брук - Джон Чейфи - Джеймс Джеффордс - Олимпия Сноу - Сюзан Коллинз - Арлен Спектер - Джон Уорнер - Прескотт Буш - Марк Хэтфилд - Джон Маккейн - Маргарет Чейз-Смит - Скотт Браун - Лиза Меркауски Члены Палаты представителей - Джон Андерсон - Джон Линдси |